# Brigitte Ariel
Brigitte Ariel est une actrice française née le 10 novembre 1953.

## Biographie
Brigitte Ariel débute sa courte carrière d'actrice en 1973. Son nom est marqué par l'interprétation d'Édith Piaf dans le film Piaf (1974) de Guy Casaril. Elle arrête son métier d'actrice en 1980 pour se consacrer à la traduction de livres et textes  anglo-saxons.

## Filmographie

### Cinéma
1971 : Un parti (court-métrage) Noel Simsolo
- 1974 : Piaf de Guy Casaril : Édith Piaf
- 1975 : Rosebud de Otto Preminger : Sabine
- 1976 : Mr. Klein de Joseph Losey: (non nommée)
- 1979 : La Dérobade de Daniel Duval : Odette

### Télévision
- 1974 : Des lauriers pour Lila Série TV de Claude Grinberg: Lila
- 1976 : La Vie de Marianne Série TV de Pierre Cardinal :  La prieure
- 1978 : Brigade des mineurs - épisode : La neige de Noël de Michel Wyn - Monique
- 1979 : Cinéma 16 - téléfilm : Fou comme François de Gérard Chouchan
- 1980 : Les Amours de la Belle Époque - épisode : Mon amie Nane de Dominique Giuliani - Clotilde